# ミッドナイトチャンネル
『ミッドナイトチャンネル』は、NHKが放送する総合テレビの深夜番組帯のことである。番組開始当初は主にアンコール枠（過去に放送された番組で視聴者から反響の多かったものを編成）が主であったが、2003年秋季以後は特に24・25時台を中心に週ごとの定時番組の再放送も編成されているほか、2021年夏季以後はキャッチアップ放送（最近放送されたドラマなどからの追っかけ放送。番組宣伝の一種）も行われている。

## 経緯

### 前史
そもそもNHKは深夜放送（24時 - 翌朝6時。24時以降は時間上翌曜日。以下同じ）は特殊な事例（台風や地震と言った大きな災害や交通ストライキ、国際情勢、オリンピックやワールドカップサッカー大会などの国際的な大型スポーツ大会など）を除けば原則として行わなかった。またオイルショックの影響を受けて、1974年1月 - 同年9月までは23時終了、その後も1984年3月までは23:15まで（週末は1975年3月までは平日に同じだったが、1975年4月以後土曜日のみ、さらに1978年4月からは金・土曜は夜の指定席放送のため24:00まで）で放送休止となり、平日の23時台の本格的な定時番組の再開は1984年4月まで待たなければならなかった。
しかし1988年9月19日深夜（9月20日未明）の昭和天皇重体に関連するニュース速報の体制を強化することから暫定的に総合テレビ、ラジオ第1放送、FM放送を24時間放送、BS2については衛星の食のためは0:30 - 3:00を放送休止、3:00以後から総合テレビなどと同時終夜放送（その後10月16日深夜（17日未明）から食明けのため24時間放送に移行）にして毎正時に昭和天皇の病状を伝えるニュースを放送し、それ以外の時間帯はフィラーとして静かな音楽を流すと共にテレビでは皇居二重橋や都内各所のお天気カメラからの映像を放送した（その際、君が代の演奏・国旗掲揚のクロージングは割愛された）。その後も総合テレビでは10月14日までは23:57.30秒（当時の放送終了時刻）から翌朝の放送開始に当たる6時までフィラー映像を放送、10月15日から暫定的に、「ドラマ人間模様」など過去のドラマ・「NHK特集」などのドキュメンタリーのアンコールを編成し、実質定時番組を拡大＜この場合でも24:57.30秒からフィラーに移行＞）した。これが昭和天皇崩御の1989年1月7日まで続いた。
昭和天皇崩御後も1989年3月頃まで暫定拡大を続けた日があり、一旦1月15日深夜で終了後、昭和天皇の大喪の礼を間近にした同2月12日深夜（13日未明）から3月17日深夜（18日未明）まで、「昭和の時代と人間を描いたドラマ」、または「昭和を記録したドキュメンタリー」を定時放送終了後に放送枠を拡大して放送された。

### 深夜放送の段階的な時間拡大
その後、視聴者から深夜放送をしてほしいという要望が殺到したこと、また1995年1月17日の阪神・淡路大震災（兵庫県南部地震）を教訓とした深夜早朝の突発的な事故・事件に即座に対応できる編成を構築する目的で NHK総合テレビでは同年から段階を追って24時間放送に移行する計画を立てその一環としてまず初めは同年4月 - 1996年3月に早朝5:00の開始から深夜25:00までの時間拡大を試みた。この時は24時台に『ナイトセレクション』としてこれまでに放送してきたテレビ番組（地上波、衛星波問わず）のアンコール放送をした。
これを1996年4月からは26時まで拡大し平日24時台は地上波、25時台は衛星放送のそれぞれセレクションタイムとした。また毎週金・土曜深夜（時間上は土・日曜未明）は終夜放送として25 - 26時台を『週末特選』（しゅうまつとくせん）と題して金曜日はスポーツ、土曜日はドキュメントを中心にしたアンコールアワーとした。なお、この番組終了後の27時台 - インターミッション放送までの間はフィラーとして『映像散歩』が放送されている（1997年のミッドナイトチャンネルへの本格移行後も同文。これは教育テレビの深夜放送でも同様に行われていた）。

### 「ミッドナイトチャンネル」開始= 完全24時間放送への移行
そして1997年4月から本格的な24時間放送に移行するに当たって、帯番組としてスタートを切った。原則として毎日25 - 26時台の時間帯で編成されており、これまでに放送されたNHKのテレビ番組（これも地上波、衛星波を問わず）の中から特に視聴者の反響の多かった作品をセレクトして放送する。なお1999年までは曜日により0時台にもアンコール枠「ナイトセレクション」を継続して編成していたが、2000年の大規模改編により当番組へ統合された。
番組開始当初の1997年度は日替わりでジャンルを分けていた。
- 月曜深夜：地域放送セレクション（地方局が制作したローカル番組・およびBS向けの全国放送のアンコール）
- 火曜深夜：生活情報番組セレクション
- 水曜深夜：BSセレクション（BSで放送された教養番組からのアンコール放送）
- 木曜深夜：スポーツセレクション（直近のスポーツ中継の再放送・スポーツ関連番組からのアンコール放送。大リーグハイライトも行われた）
- 金曜深夜：海外ドラマセレクション
- 土曜深夜：ドキュメンタリーセレクション（主に過去のNHK特集など）

1998年度以降はそういった形にせず、定期的に地域放送特集や人気番組の集中アンコールを放送したりするなどテーマを定めて放送するケースも多い。特に「高専ロボコン」・「NHK青春メッセージ」の全国大会開催（放送）が近づくと、それに合わせて8つの地区大会（北海道、東北、関東甲信越、東海北陸、近畿、中国、四国、九州沖縄）の模様を取り上げて集中編成している。また後述の通り、2009年から、毎年6月と11月の特定期間には、「録っておき再放送週間」と題して、国際的なスポーツイベントの中継などによる本放送休止に伴う再放送のストック補充を考慮して、過去の番組の集中再放送やキャッチアップ放送を行う期間もある。
2000年4月より、これまで放送設備点検のため休止となっていた日曜深夜の放送を第2・4・5週に限り開始。その後緊急有事対策強化のため同年7月より深夜の放送休止（日曜・および年数回のメンテナンス期間中の平日）は全国一斉から各局の任意設定に変更され事実上全日24時間放送となった。

### 2003年秋期、再放送枠の登場
2003年9月29日の秋期改編で日中14 - 16時台に行っていた定時放送の再放送枠（以下、「再放送」）が廃止、生放送番組『お元気ですか日本列島』（地域によっては15 - 16時台にローカル放送を入れていた所もある）がスタート。その振り替えで25時台に再放送枠が入り、これまでのアンコール枠（以下、「アンコール」）は26時台中心となった。2004年3月29日の春期改編（『おはよう日本』や開始起点時刻の繰り上げ等を実施）ではアンコールは主に週末を中心に変更、2005年度からは平日も再放送終了後に編成するようになった。
2005年4月2日深夜（=3日未明）から原則として毎週土曜深夜（=日曜未明）のこの枠で、近畿地方向けには『かんさいミッドナイトセレクション』を放送する。この枠では主として近畿地方各局が製作した番組（全国放送・ローカル問わず）の中から再放送の要望が多かった番組を選んで放映する。また、土曜日深夜（日曜日未明）原則24時台は2006年4月より週替わりの単発番組（初回放送）を編成している。
2008年3月31日の改編で定時再放送の時間帯を主に27時以降などに変更、深夜のアンコール放送を25 - 26時台に繰り上げた。24時台は新しい深夜レーベル『EYES』が登場、金曜深夜（土曜未明）の『とくせん』では若年層向けに他系統で放送の番組をアンコール。この改編では日中15 - 16時台に再放送枠を復活させている（『元気列島』の放送時間が短縮になったため）。

### 2009年度
2009年3月30日実施の改編では経営計画が改められたこともあり、定時再放送枠自体が一部を除き消滅。再度枠が拡大された。

### 2010年度
『EYES』が廃止されるのと23時台の番組編成の見直しなどで、水曜・木曜深夜の24時台と25時台の一部に新番組を組む以外は月曜 - 木曜 24:15 - 26:50（日によって26:45）までに直近のゴールデンタイム・プライムタイム番組の再放送を再強化することとなった。

### 2011・2012年度
定時再放送などは主に24:15 - 26:00（2011年度前期の水曜は - 27:15）の間に編成。それ以後はアンコールアワーであるが、3月11日に発生した東日本大震災の影響などから、当面月曜 - 木曜（水曜深夜除く）は3時台以後に放送されているフィラーの映像散歩を繰り上げて対応していた。
2011年5月6日深夜（=7日未明）から原則として毎週金曜深夜（=土曜未明）のこの枠で、近畿地方向けには『よるtoもっと』を放送した。この枠では主として全国放送の番組の中から再放送を行っていた。また、7月24日のデジタル放送への完全移行後は、近畿地方でマルチ編成による放送（011chが「よるtoもっと」「かんさいミッドナイトセレクション」のいずれか、012chが当番組）で行う場合もあったがいずれも2012年3月終了となった。
2012年度は月曜 - 木曜 深夜24:25 - 24:47（夏休み親子大会の回は24:48）に「連続クイズ ホールドオン!」の再放送が設定され、以降の時間帯の番組については大きな変更はなく時間帯を繰り下げて放送していたが、「連続クイズ ホールドオン!」の再放送が8月末で打ち切られたため、9月より以降の番組の時間帯が繰り上げられることとなった（ただし、火曜深夜については「日韓共同制作ドラマ　赤と黒」の再放送を行うため以降の番組は繰り下げての放送となる）。また前述どおり、週末の関西ローカルでの差し替えがなくなり、全国同一内容での放送に戻った（特番やスポーツ中継などやむをえない事情でのローカル差し替えは従来どおりある）。
また初期より、番組開始時に30秒間のオープニング映像（「MIDNIGHTChannel ミッドナイトチャンネル」と表示した後、テロップで「番組名」と「本放送のチャンネル名・本放送日」、地方局で放送した番組の場合は「○○地方で○月○日放送」と表示。オープニングに流れていた主題曲は『なつかしい情景』。番組終了後に翌日の放送予定映像を流す場合もあった）を流していたが、2010年後半よりオープニング映像の放送頻度が減り、2011年5月9日の放送を最後に流れなくなっており
、以降は放送番組未定時にEPGに「ミッドナイトチャンネル」と表示される程度となっている（なお新年度編成時に公表される、放送時刻番組表においても、定時再放送番組（後述）を除いた、単発アンコールやキャッチアップ放送、映像散歩が実施される時間帯に関しては、番組表に「ミッドナイトチャンネル」（2023年度から金・土曜日は「ウィークエンドセレクション（イッキ見ゾーンなど）」と記載）と表記されている）。

### 2013・2014年度
2013年度は23:20からの「Sportsプラス」・「NEWS WEB」・「時論公論」からの流れで、番組表上当日（日付上は前日）の19:30から放送される「クローズアップ現代」を再放送することになったほか、新番組として月曜24時台に「地方発 ドキュメンタリー」を新設。また一部の番組も再放送の日時を変更するなどしている。2014年度は新たに「MUSIC JAPAN」を日曜24時台に移設し、「土曜ドラマ（または土曜21時台放送分のNHKスペシャル）」や「ヨルアニ」など一部の放送時間が変更された以外は、ほとんど前年と同じである。

### 2015年度
これまで24時台前半に行っていた「クローズアップ現代」の再放送を25時台にスライドさせ、24時台はゴールデン枠の再放送を中心に編成。水曜深夜には新番組として、「NEXT 未来のために」と「英国一家、日本を食べる」（アニメ）を新設。土曜 25:35以後は「ウィークエンド特選」として、過去に放送された連続ドラマやバラエティー、単発枠のアンコールとして放送する。
なお一部番組の再放送については、14時台の生放送が、17時台に新設される新報道番組「ニュース シブ5時」への統合により廃止されるため、14時台に一部移設する。

### 2016年度
「クローズアップ現代」が22時台に「クローズアップ現代+（クロ現+）」と改題・移設する関係で左記番組の再放送が廃止されることになり、その分単発枠などの時間が拡大されたほか、14時台に「スタジオパークからこんにちは」第2部が編成され、同時間帯の再放送枠が廃止になったため、一部のゴールデン・プライム枠の再放送（主に連続ドラマなど）が24 - 25時台に放送されている。

### 2017年度
生放送の情報番組を再強化する観点から、15・16時台の再放送枠が廃止されたため、新たに27時台（基本27:40 - 28:10）にも定時番組の再放送が組まれた。

### 2019・2020年度
2020年3月1日に開始されたNHKプラスは配信休止時間になっており、インターネット同時配信は行われていないが、一部の番組は見逃し番組で配信されている。2020年9月28日から『NHKニュースおはよう日本』の4時台が廃止になるため、本番組枠が28:30（=4:30）まで拡大された。

### 2021年度
定時帯番組として、BS1『国際報道20XX』の放送日付上当日の22:00 - 22:40生放送分の時差録画放送が開始された。
また、日中の生放送枠『ごごナマ』が終了したことにより、一部の定時再放送番組が跡地の15時台に振り分けられた。

### 2022・2023年度
「ミッドナイトチャンネル」の枠自体は28:00（=4:00 土曜深夜から日曜未明分は従前どおり4:15）までとなり、「ミッドナイトチャンネル」の枠外である早朝4時台の編成を見直して平日（火 - 土曜早朝＝月 - 金曜深夜）は5:00からの『おはよう日本』第1部へとつなぐ報道枠に充当し、『国際報道20XX』の時差録画放送を4:20 - 5:00に固定、月曜早朝（日曜深夜）の4時台には過去に放送された『ふたりのビッグショー』の4Kリストア版、または『はやウタ』（月1回程度）と、『連続テレビ小説』のうち、土曜日放送の週間総集編の再放送に充当する。
また金曜（23:50 - 28:00　毎月最終金曜は『今夜も生でさだまさし』の終了後から開始）と土曜（24:25 - 28:15）に「ウィークエンドセレクション・イッキ見ゾーン」として、後述の2021年度（東京・北京五輪期間など）で実施した「イッキ見特別企画」をレギュラー化した。最新番組のキャッチアップ放送、または過去に放送された番組の集中アンコールに充当している。
ただ、基本的なイッキ見編成は金・土曜深夜と、大規模な連休が行われるときに放送するとしていたが、前年度に続き、当枠で放送されていた定時再放送が14 - 15時台に一部移行されたため、週末や大規模な連休以外の平日であっても25 - 27時台にもそのイッキ見編成か、放送機器の定期点検実施時は映像散歩の放送される機会が増えており、同年9月以後は通常とは逆に2時台に映像散歩を放送したのち、3時台に『人形歴史スペクタクル 平家物語』のアンコール（1日原則3本立て）が放送されるという事例もある。
2023年度は、ロシア・ウクライナ紛争のために2022年度1年間を通して行われた『国際報道20xx』の23時台の暫定的な時差放送が終了したため、本来の23時50分からの定時再放送を再開するようになった。また金曜日は「イッキ見ゾーン」の前の23:45 -（土曜日）0:45まで（『今夜も生でさだまさし』が放送される最終金曜日はそれ終了後から1時間）に、その週の『夜ドラ』（月 - 木曜日生放送分）の1週間まとめての再放送を行うことになった。

### 2024年度
従前の再放送枠に充当していた14 - 16時台を含め、午後日中枠に生放送を拡大（列島ニュースの枠拡大・午後LIVE ニュースーンの新設）などに伴い、一部の再放送枠を23:50 - 1時台に移行、また金曜日付けは先に23:50から「イッキ見ゾーン（の1本目）/今夜も生でさだまさし（原則最終週）」を放送したのち、それが終了し次第「今週の夜ドラ」（開始時間不定で1時間）を放送する。
また、午前4時台の『国際報道2024-2025』の前日（放送上は当日夜）22:00からの放送が45分枠に広がるため、そのディレイ放送もそれに合わせる形で4:15からの開始に繰り上げられる。

### 集中的なキャッチアップ・アンコール放送期間
2009年から11月、および6月の特定の1・2週間程度には「録っておき再放送」週間と銘打ち、以前放送された番組の集中再放送を展開する。これは季節特番（夏休み・年末年始編成）の実施やウィンブルドン選手権（毎年6・7月）、2010 FIFAワールドカップ、参議院選挙政見放送（2010年6月）、広州アジア競技会（2010年11月）などによりゴールデンタイムの番組が休止され、再放送のストックが尽きてしまう場合も考慮したものでもある。
期間中は『チェイス〜国税査察官〜』の全6回集中再放送、『連続人形活劇 新・三銃士』の序盤9回分のキャッチアップ放送、『ブラタモリ』第1期のアンコール、W杯関連の特番の集中再放送などを展開している。
また2013年8月には『あまちゃん』フィーバーに乗じて、総合テレビ日曜11時台の『NHKとっておきサンデー』にて放送された「あまちゃん1週間」の直近の放送（第20週）までをまとめてキャッチアップ放送した。これが同年末に10時間以上にわたる年末集中再放送の実現にもつながった。同枠では2017年8月にも『ひょっこ1週間』の第1 - 17週を2日間にまたいでキャッチアップ放送する『ひょっこ一週間一挙放送・ひょっこダイジェスト入ります!!』が放送された。
2021年7月から9月の東京2020オリンピック・パラリンピック期間中には、インターネット配信サービス「NHKオンデマンド」・「NHKプラス」とのコラボレーションを図るための「深夜のイッキ見まつり」が放送された。これは日中からゴールデン・プライムタイムに五輪・パラ五輪中継が集中すること、中継に伴い当時間帯に再放送されている番組の多くが本放送を休止することによるもので、ミッドナイトチャンネルの枠を利用し、過去に放送されたNHKの名作ドラマ・ドキュメンタリー番組を中心に大量にアンコール放送を行った。この中には2021年のこの期間中も放送されていた『青天を衝け』（大河ドラマ）、『おかえりモネ』（連続テレビ小説）の前半の総集編や、この企画のためのオリジナルショートドラマ『天空のシェアハウス』（出演=実質的なナビゲーター：今野浩喜、小野花梨、小野塚勇人）も生放送された。
このイッキ見特別企画はその後も、同年 - 2022年の年末年始、さらに2022年冬の北京オリンピック・パラリンピック期間中にも実施され、上述の通り2022年4月編成から主に金・土曜日深夜と大規模連休時を中心としてレギュラー化しているほか、連続テレビ小説、ドラマ10、夜ドラなど、平日深夜のキャッチアップ放送が比較的多く行われている。

## 一斉休止と台風情報等の提供について
開始当初、毎週日曜日（年末年始は除く）の深夜と年数回の特定期間、機械メンテナンスのある期間は放送を一部休止していたが2000年7月以降はその期間（主に毎月第1・3週の日曜深夜と春・秋の特定期間）を設けているものの各放送局が任意で休止（または減力出力放送）日時を設定しているため、以前のような一斉休止はなくなった（ただし、2001年10月にNHK大阪放送会館が旧会館の隣接地に移転した時の放送設備更新時、および2004年3月と6月にNTT中継回線をアナログマイクロ波から光ファイバーのデジタル回線に移行する際に全国一斉に放送休止となったことがある）。
また天災（地震、台風など）や重大な事件・事故が発生した場合はその速報体制を行うため番組が休止や変更になることもある（台風・大雨災害の場合は特に特別警報に相当する大規模な暴風雨や集中豪雨の発生する恐れがあるもの以外は通常30分、もしくは1時間の間隔で最新情報を1回10 - 20分程度放送し、それ以外はフィラーとして天気図・アメダス・警報一覧などを静かめのBGMと共に放送している。特別警報相当の台風・大雨、震度6強以上のレベルの地震・津波の発生の恐れがある時や重要な事件・事故など、被害状況がひどい場合は中断せず断続的に放送することもある）。その場合、通常は午前0時台の番組のみ放送して、それ以後は1日の基点を迎えた後の平日は4:30、休日は5:00までの定時番組を休止する処置を取ることもある（2013年の台風26号の時のように、定時番組を通常放送しつつ、その谷間に5 - 10分程度のニュースを入れたり、また部分的な差し替え（一部休止）をする場合、また東日本大震災発生時や2014年の台風8号の時のように午前0時台から定時番組を休止にする場合もある）。
九州地方に台風が接近中の場合、九州地方のみ午前0時台から定時番組を休止にする場合もある（休止になった番組の後日振替はない）。この場合、NHK福岡放送局から1時間若しくは30分間隔で最新情報を1回10 - 15分程度放送し、それ以外はフィラーとして九州地方の天気図・アメダス・九州沖縄地方の警報一覧などを静かめのBGMと共に放送しているが、他の地域はプレマップなどの番組宣伝を休止して、NHK放送センターからの台風に関するニュースを放送しており、九州地方もこの台風に関するニュースを同時ネットするため、不規則な時間にフィラーとして流している九州地方の天気図・アメダス・九州沖縄地方の警報一覧などの表示が中断しニュースとなる。
その他、日中帯の国会中継が質疑途中で終了した場合は、放送枠に入り切らなかった質疑録画を放送するほか、衆参の総務委員会でNHKの予算・決算の審議が行われた日に関しては、総務委員会での質疑の様子をノーカットで放送するため、この場合も番組の休止が生じる。オリンピック、ワールドカップサッカー、ウィンブルドンテニス大会、メジャーリーグ（野球）といった国際的なスポーツ大会がある時もそれを優先することがある。

## 放送時間の遍歴
曜日は放送時間上のものなので、24時（翌0時）をまたぐ暦日の上では翌曜日（例・月曜深夜=火曜未明など）である。なお、NHKの番組案内スポットでは午前0時以後の放送は原則として実際の当日の曜日と放送上で使用する前日の曜日（月曜深夜である場合「火曜（月曜深夜）」）を並列表記している（例外として前曜日の深夜とだけ表記するものあり。次項同文）。
また終了時刻は、映像散歩の終了時刻を表しているが、映像散歩はフィラーであるため、番組の途中で終わる場合もある。
| 年度       | 放送時間                                                                                                   | 備考 | 備考 |
| ---------- | --- | --- | --- |
| 1995年     | 月曜 - 金曜 24:10 - 24:55                                                                                  | 「ナイトセレクション」として放送。当時は放送日付上最終の「NHKニュース」を終えた1:00（土曜日付けは1:30、日曜日付けは0:00）までで放送終了をしていた。                                                          | 「ナイトセレクション」として放送。当時は放送日付上最終の「NHKニュース」を終えた1:00（土曜日付けは1:30、日曜日付けは0:00）までで放送終了をしていた。                                                          |
| 1996年     | 月曜 - 木曜 24:10 - 26:00 金曜 25:00 - 29:00 土曜 25:05 - 29:00                                            | 月曜 - 木曜 24:55 - 25:00に放送日付最終の「NHKニュース」を挿入しながら、 24時台は「ナイトセレクション」、25時台は「BSセレクション」として放送。 金曜・土曜のみ24時間放送化したうえで「週末特選」として放送。 | 月曜 - 木曜 24:55 - 25:00に放送日付最終の「NHKニュース」を挿入しながら、 24時台は「ナイトセレクション」、25時台は「BSセレクション」として放送。 金曜・土曜のみ24時間放送化したうえで「週末特選」として放送。 |
| 1997年     | 月曜 - 土曜 25:00 - 29:00                                                                                  | 日曜、集中メンテナンス日は放送休止 | 日曜深夜を除き24時間放送化 これとは別に月曜・金曜 24:30 - 24:55、火曜 - 木曜 24:10 - 24:55に「ナイトセレクション」を編成。                                                                                   |
| 1998年     | 月曜 - 金曜 25:00 - 29:00 土曜 25:15 - 29:00                                                               | 日曜、集中メンテナンス日は放送休止 | これとは別に月曜・火曜 24:10 - 24:55に「ナイトセレクション」を編成。 |
| 1999年     | 月曜 - 土曜 25:00 - 29:00                                                                                  | 日曜、集中メンテナンス日は放送休止 | これとは別に水曜・木曜 24:10 - 24:55に「ナイトセレクション」を編成。 |
| 2000年     | 月曜・火曜 25:10 - 29:00 水曜 - 土曜 25:05 - 29:00 日曜 25:00 - 29:00                                      | 日曜日を含め、全曜日24時間放送化。 ただし4月 - 6月は第1・3日曜放送休止。 7月以後は基本的な休止日（第1・3日曜、集中メンテナンス日）は設定するも、休止は各局任意で実施するようになる。                         | 日曜日を含め、全曜日24時間放送化。 ただし4月 - 6月は第1・3日曜放送休止。 7月以後は基本的な休止日（第1・3日曜、集中メンテナンス日）は設定するも、休止は各局任意で実施するようになる。                         |
| 2001年     | 月曜・火曜 25:10 - 29:00 水曜 - 土曜 25:05 - 29:00 日曜 25:15 - 29:00                                      | 基本的な休止日（月1・2回程度の日曜と集中メンテナンス日）は設定するも、休止は各局任意で実施。 | |
| 2002年     | 月曜・火曜 25:15 - 29:00 水曜・木曜・土曜 25:05 - 29:00 金曜 26:00 - 29:00 日曜 25:25 - 29:00              | 基本的な休止日（月1・2回程度の日曜と集中メンテナンス日）は設定するも、休止は各局任意で実施。 | |
| 2003年上期 | 月曜・火曜 25:10 - 29:00 水曜・木曜 25:05 - 29:00 金曜 25:50 - 29:00 土曜 24:50 - 29:00 日曜 25:20 - 29:00 | 基本的な休止日（月1・2回程度の日曜と集中メンテナンス日）は設定するも、休止は各局任意で実施。 | |
| 2003年下期 | 月曜 - 金曜 24:15 - 29:00 土曜 24:50 - 29:00 日曜 24:40 - 29:00                                            | 基本的な休止日（月1・2回程度の日曜と集中メンテナンス日）は設定するも、休止は各局任意で実施。 | 定時番組の再放送枠を強化し、実質24時台からに繰り上げ。 |
| 2004年     | 月曜 - 金曜 24:15 - 28:30 土曜 24:50 - 28:30（4月 - 9月）→ 24:45 - 28:30（10月 - 3月） 日曜 24:40 - 28:30  | 基本的な休止日（月1・2回程度の日曜と集中メンテナンス日）は設定するも、休止は各局任意で実施。 | 1日の起点が4:30に繰り上げ。 |
| 2005年     | 月曜 - 金曜 24:15 - 28:30 土曜 24:50 - 28:30（4月 - 9月）→ 24:45 - 28:30（10月 - 3月） 日曜 25:10 - 28:30  | 基本的な休止日（月1・2回程度の日曜と集中メンテナンス日）は設定するも、休止は各局任意で実施。 | |
| 2006年     | 月曜 - 金曜 24:00 - 28:20 土曜 24:20 - 28:20 日曜 24:40 - 28:20                                            | 基本的な休止日（月1・2回程度の日曜と集中メンテナンス日）は設定するも、休止は各局任意で実施。 | 1日の起点が4:20に繰り上げ。 |
| 2007年     | 月曜 - 土曜 24:10 - 28:20 日曜 25:10 - 28:20                                                               | 基本的な休止日（月1・2回程度の日曜と集中メンテナンス日）は設定するも、休止は各局任意で実施。 | |
| 2008年     | 月曜 - 土曜 24:10 - 28:15 日曜 23:35 - 28:15                                                               | 基本的な休止日（月1・2回程度の日曜と集中メンテナンス日）は設定するも、休止は各局任意で実施。 | 1日の起点が4:15に繰り上げ。 24時台はEYES（月曜・金曜 25:00まで、火曜・水曜 24:50まで、 土曜 24:55まで、日曜 休止）を編成。                                                                                   |
| 2009年     | 月曜 - 土曜 24:10 - 28:15 日曜 24:10 - 28:15                                                               | 基本的な休止日（月1・2回程度の日曜と集中メンテナンス日）は設定するも、休止は各局任意で実施。 | 24時台はEYES（月曜 - 水曜 24:40まで、木曜 24:40まで、金曜は原則 24:55まで<月1回 25:15まで>、 第1・3土曜 23:30 - 24:40、第2・4土曜 23:30 - 24:30、日曜 23:30 - 24:00）を編成。                                |
| 2010年     | 毎日 24:00 - 28:15                                                                                         | 基本的な休止日（月1・2回程度の日曜と集中メンテナンス日）は設定するも、休止は各局任意で実施。 | 平日 24:00 - 24:15、土曜 24:45 - 24:50は放送日付上最終のNHKニュース |
| 2011年     | 毎日 24:00 - 28:15                                                                                         | 基本的な休止日（月1・2回程度の日曜と集中メンテナンス日）は設定するも、休止は各局任意で実施。 | 平日 24:00 - 24:15はNHKニュース24、 土曜 24:45 - 24:50、日曜 24:00 - 24:05は放送日付上最終のNHKニュース |
| 2012年     | 月曜 - 金曜 24:25 - 28:15 土曜・日曜 24:00 - 28:15                                                         | 基本的な休止日（月1・2回程度の日曜と集中メンテナンス日）は設定するも、休止は各局任意で実施。 | 平日 24:00 - 24:25はNEWS WEB 24放送のため実質繰り下げ。 |
| 2013年     | 月曜 - 金曜 24:10 - 28:15 土曜・日曜 24:00 - 28:15                                                         | 基本的な休止日（月1・2回程度の日曜と集中メンテナンス日）は設定するも、休止は各局任意で実施。 | |
| 2014年     | 月曜 - 金曜 24:10 - 28:15 土曜・日曜 24:00 - 28:15                                                         | 基本的な休止日（月1・2回程度の日曜と集中メンテナンス日）は設定するも、休止は各局任意で実施。 | |
| 2015年     | 月曜 - 金曜 24:10 - 28:15 土曜・日曜 24:00 - 28:15                                                         | 基本的な休止日（月1・2回程度の日曜と集中メンテナンス日）は設定するも、休止は各局任意で実施。 | |
| 2016年     | 月曜 - 金曜 24:10 - 28:15 土曜・日曜 24:00 - 28:15                                                         | 基本的な休止日（月1・2回程度の日曜と集中メンテナンス日）は設定するも、休止は各局任意で実施。 | |
| 2017年     | 月曜 - 金曜 24:10 - 28:15 土曜・日曜 24:00 - 28:15                                                         | 基本的な休止日（月1・2回程度の日曜と集中メンテナンス日）は設定するも、休止は各局任意で実施。 | |
| 2018年     | 月 - 木曜 23:55 - 27:50 金曜 23:55 - 28:15 土曜・日曜 24:00 - 28:15                                        | 基本的な休止日（月1・2回程度の日曜と集中メンテナンス日）は設定するも、休止は各局任意で実施。 | 1日の基点時間が火曜日～金曜日、および大相撲期間中の毎日はいずれも4:00に繰り上げ（通常週の月・土・日曜は4:15のまま） 平日はニュースチェック11の放送時間繰り上げ・短縮に伴い繰り上げ                           |
| 2019年     | 月 - 木曜 23:50 - 27:50 金曜 23:50 - 28:15 土曜・日曜 24:00 - 28:15                                        | 基本的な休止日（月1・2回程度の日曜と集中メンテナンス日）は設定するも、休止は各局任意で実施。 | 平日はニュースきょう一日の放送開始（ニュースチェック11から見ると短縮）に伴い繰り上げ |
| 2020年前期 | 月 - 木曜 23:50 - 27:50 金曜 23:50 - 28:15 土曜・日曜 24:00 - 28:15                                        | 基本的な休止日（月1・2回程度の日曜と集中メンテナンス日）は設定するも、休止は各局任意で実施。 | |
| 2020年後期 | 月 - 木曜 23:45 - 28:30 金曜 23:45 - 28:15 土曜 24:00 - 28:15 日曜 24:00 - 28:30                           | 基本的な休止日（月1・2回程度の日曜と集中メンテナンス日）は設定するも、休止は各局任意で実施。 | 「おはよう日本」4時台廃止に伴い枠を拡大 |
| 2021年前期 | 月 - 木曜 23:40 - 28:30 金曜 23:40 - 28:15 土曜 23:50 - 28:15 日曜 24:00 - 28:30                           | 基本的な休止日（月1・2回程度の日曜と集中メンテナンス日）は設定するも、休止は各局任意で実施。 | 平日は「ニュースきょう1日」終了、土曜日も番組編成の見直しに伴い繰り上げ |
| 2021年後期 | 月 - 木曜 23:35 - 28:30 金曜 23:35 - 28:15 土曜 23:45 - 28:15 日曜 24:00 - 28:30                           | 基本的な休止日（月1・2回程度の日曜と集中メンテナンス日）は設定するも、休止は各局任意で実施。 | 東京五輪聖火リレーハイライト終了に伴い日曜を除き5分繰り上げ |
| 2022年     | 月 - 金曜 23:50 - 28:00 土曜 24:00 - 28:15 日曜 24:00 - 28:00                                              | 基本的な休止日（月1・2回程度の日曜と集中メンテナンス日）は設定するも、休止は各局任意で実施。 | 平日は新設される「若年層ターゲットゾーン」の拡充を図るため開始時間を繰り下げ |
| 2023年     | 月 - 金曜 23:50 - 28:00 土曜 24:00 - 28:15 日曜 24:00 - 28:00                                              | 基本的な休止日（月1・2回程度の日曜と集中メンテナンス日）は設定するも、休止は各局任意で実施。 | |
| 2024年前期 | 月 - 金曜 23:50 - 28:00 土曜 23:45 - 28:15 日曜 24:00 - 28:00                                              | 基本的な休止日（月1・2回程度の日曜と集中メンテナンス日）は設定するも、休止は各局任意で実施。 | 土曜日はアニメ枠の繰り上げに伴い開始時間繰り上げ |
| 2024年後期 | 月 - 金曜 23:50 - 28:00 土曜 23:45 - 28:15 日曜 23:45 - 28:00                                              | 基本的な休止日（月1・2回程度の日曜と集中メンテナンス日）は設定するも、休止は各局任意で実施。 | 日曜日はドラマ枠の繰り上げに伴い開始時間繰り上げ |
| 2025年     | 月 - 金曜 23:50 - 28:00 土曜 23:45 - 28:15 日曜 24:00 - 28:00                                              | 基本的な休止日（月1・2回程度の日曜と集中メンテナンス日）は設定するも、休止は各局任意で実施。 | 日曜日は海外ドラマ枠（23時台）の再開に伴い開始時間繰り下げ（2024年度上半期と同じに戻す） |

## 定時番組
平日（月 - 土曜日早朝）は3:58（前日（=以下同文）27:58）、日曜は4:13（28:13）（大相撲本場所期間中は平日が3:33（27:33）、日曜は3:48（27:48）から2分間、放送日の切り替えのためのジャンクションとして「インターミッション」（環境映像・日章旗掲揚、各局コールサイン）を放送。各曜日の最終定時番組終了後は基点時間まで単発アンコール、及びフィラーの映像散歩（事実上コンプレックス扱い　2008年度は土・日曜日のみ）を放送。
また日曜（特に第1・3週）、及び9月・10月と2月・3月のうちの2週間程度の集中メンテナンス実施日の深夜の定時放送終了後からは、地域によって放送設備メンテナンスのため放送休止・減力放送実施。メンテナンスによる放送休止に入る前後には、2023年度からその休止対象都道府県が1か所でもあった場合、東京から放送休止の告知映像（東京スカイツリー空撮。）を同時放送してから、休止対象地域の各局単位で国旗掲揚・国歌演奏・コールサインが放送されている。
また大相撲本場所の開催期間中は、『大相撲・幕内の全取組』を編成させるほか、ゴルフ中継（世界ゴルフ選手権、日本オープンゴルフ選手権競技、日本女子オープンゴルフ選手権競技、日本シニアオープンゴルフ選手権競技他）、アメリカ大リーグ中継などを放送する場合もある。
☆は初回放送、それ以外は再放送。なお、2018年度から火曜日 - 金曜日（2022年度からは月曜日 - 土曜日）付は4:00（28:00）が編成上の基点となっているが、実際、新聞の番組表に於いても28時台までを前日深夜番組扱いとしており、5:00（29:00）（2020年度前期<同年4-7月を除く>までは4:30=28:30）までは再放送に充てられているので便宜上それも記載する。

### 2025年度
帯番組
- 月 - 水曜深夜28:00 - 28:05　ミニ番組[44]
- 月 - 水曜深夜28:05 - 28:15　視点・論点☆
- 月 - 金曜深夜28:15 - 29:00　国際報道2025 - 2026（地上波☆=BS1で放送日付上当日22:00 - 22:45に放送した内容　祝祭日・夏季・年末年始特別編成の時は休止の場合あり　2024年度から5分拡大）
- 大相撲期間中の毎日27:35 - 28:00（土曜日のみ27:50 - 28:15）　大相撲・幕内の全取組（地上波☆）

月曜深夜
- 23:50 - 24:35　激突メシあがれ～自作グルメ頂上決戦～
- 24:35 - 25:20　SONGS、またはThe Covers（随時）
- 25:20 - 25:50　3か月でマスターするシリーズ

火曜深夜
- 23:50 - 24:35　歴史探偵
- 原則24:35 - 25:25　土曜ドラマ（上半期）/未解決事件（下半期予定）、またはNHKスペシャル（原則として前週土曜 22:00 - 22:50放送分）
- 原則25:25 - 25:50or25:55　NHK地域局発（主に金曜19時30分の地域情報番組を全国向けに再構成したもの

水曜深夜
- 23:50 - 24:35　あしたが変わるトリセツショー
- 原則24:35 - 25:25　NHKスペシャル（原則として前週日曜 21:00 - 21:50放送分）
- 原則25:25 - 25:55　Dearにっぽん

木曜深夜
- 23:50 - 24:35　映像の世紀バタフライエフェクト
- 24:35 - 25:20　ドラマ10
- 25:20 - 26:05　スポーツ×ヒューマン（地上波☆）
- 28:00 - 28:10　ニッポンの里山 ふるさとの絶景に出会う旅
- 28:10 - 28:15　手話ミニ番組

金曜深夜
- 23:50-24:40　新プロジェクトX 挑戦者たち
- 24:40-25:35　今週の夜ドラ（月-木曜22:45ｰ23:00生放送分を4本分まとめて再放送）
  - 最終金曜日（原則）のみ、23:45から「今夜も生でさだまさし（☆）」を生放送したのち、その終了後1時間に「今週の夜ドラ」を放送
- 28:00 - 28:05　ハロー！NHKワールドJAPAN
- 28:05 - 28:10　みんなのうた
- 28:10 - 28:15　ミニ番組

土曜深夜
- 23:45 - 24:10　アニメ（☆）
  - 2025年4月 - GAMERA -Rebirth-
- 24:10 - 24:40　レギュラー番組への道
- 28:20 - 28:25　手話ミニ番組
- 28:25 - 28:30　名曲アルバム
- 28:30 - 28:35　みんなのうた
- 28:35 - 29:00　うまいッ!

日曜深夜
- 24:00 - 24:20　ドキュメント20min.（☆）
- 24:20 - 24:25　ミニ番組
- 28:00 - 28:15　さわやか自然百景
- 28:15 - 28:45　はやウタ（☆）、またはミニ番組（-28:20）、小さな旅（28:20-）
- 28:45 - 29:00　連続テレビ小説・土曜版（週間総集編）

### 過去の編成
以下は深夜の定時再放送枠が拡大された2003年度以後（事実上当ゾーンが24時台からに拡大されてから）のものを掲載する。一部「アカイさん資料室」参照

## 事件・事故で放送が一定期間休止になった例
- 2000年
  - 3月30日 - 北海道・有珠山噴火
  - 5月3日 - 佐賀 - 広島・西鉄バスジャック事件（※）
- 2001年
  - 9月1日 - 東京都歌舞伎町での雑居ビル火災（※）
  - 9月11日 - アメリカ同時多発テロ事件
  - 10月8日 - アフガニスタンへのテロ報復攻撃
  - 11月13日 - アメリカン航空587便墜落事故（※）
- 2003年
  - 2月1日 - コロンビア号空中分解事故（※）
  - 3月20日 - イラク戦争開戦[68]
- 2004年
  - 4月8日 - イラク日本人拘束問題[69]
  - 10月24日 - 新潟県中越地震
- 2011年3月11日 - 東日本大震災（東北地方太平洋沖地震及び東京電力・福島第一原子力発電所での事故[71]）
- 2024年1月1日 - 能登半島地震[77]

※マークで記した出来事以外は、事件発生から数日間は通常編成を休止したり、あるいは部分的に（特に3・4時台の映像散歩の内容を）変更したりしている。特に傾向として有珠山、9.11関連、イラク戦争、新潟県中越地震、東日本大震災の時は発生当初から1週間はほぼ予定された番組が休止され2週目以後に部分的に再開（放送）されるものの同番組終了後の映像散歩が休止され関連ニュースの速報体制を取ることが多い。
また有珠山噴火、新潟県中越地震や東日本大震災、能登半島地震では発生当初から数週間は24時台の放送も休止にし、発生当初から数日（東日本大震災はほぼ1か月、それ以外は概ね2週間程度は予定されていたアンコール・再放送が全面的に休止されていた）は断続的に、その後も朝の基点時間までの間は毎時00分・30分のニュース枠特設や、それ以外の時間帯のフィラーとしてのお天気カメラの放送と震災関連字幕ロールテロップを表示し続けている。